# Revealed in black and white
Revealed in black and white is het vierde muziekalbum van de Britse multi-instrumentalist Tony Harn. Hij bespeelt alle instrumenten zelf. Op dit album is Pat Metheny zijn grote voorbeeld; Harn is daarbij wat minder ritmisch georiënteerd dan Metheny.

## Composities
1. Talk at the café upstrairs (5:24)
2. Beatrice Dalle take me to the moon (10:49)
3. With open arms (10:24)
4. Revealed in black and white (15:14)
5. Hurdles (15:32)
6. Extravagance in blue (6:40)
7. The talking is over (2:51)

Een dankwoord is voor Gabriel Sandhu en Tim Bowness (laatste is lid van No-man).